# Нежинское (Крым)
Нежи́нское (до 1948 года Култама́к; укр. Ніжинське, крымскотат. Qul Tamaq, Къул Тамакъ) — село в Нижнегорском районе Республики Крым, входит в состав Зоркинского сельского поселения (согласно административно-территориальному делению Украины — Зоркинского сельского совета Автономной Республики Крым).

## Население
| 2001 | 2014 |
| ---- | ---- |
| 191  | ↘87  |

Всеукраинская перепись 2001 года показала следующее распределение по носителям языка
| Язык             | Процент |
| ---------------- | ------- |
| крымскотатарский | 50.79   |
| русский          | 38.22   |
| украинский       | 8.38    |

### Динамика численности
| - 1805 год — 89 чел. - 1864 год — 24 чел. - 1889 год — 62 чел. - 1892 год — 77 чел. - 1900 год — 38 чел. - 1911 год — 210 чел. - 1915 год — 213 чел. | - 1918 год — 158 чел. - 1926 год — 167 чел. - 1939 год — 304 чел. - 1989 год — 118 чел. - 2001 год — 191 чел. - 2009 год — 170 чел. - 2014 год — 87 чел. |

## Современное состояние
На 2017 год в Нежинском числится 2 улицы: Молодёжная и Центральная; на 2009 год, по данным сельсовета, село занимало площадь 63,4 гектара на которой, в 42 дворах, проживало 170 человек.

## География
Нежинское — село на северо-западе района, в степном Крыму, у границы с Джанкойским районом, высота центра села над уровнем моря — 15 м. Ближайшие сёла: Зоркино в 3,5 км на юг, Широкое в 4 км на юго-восток и Новосельцево Джанкойского района — в 4 км на запад. Расстояние до райцентра — около 21 километра (по шоссе), ближайшая железнодорожная станция — платформа 30 км (в селе Михайловка на линии Джанкой — Феодосия) — примерно в 11 километрах. Транспортное сообщение осуществляется по региональной автодороге 35Н-364 Нежинское — Зоркино (по украинской классификации — С-0-10908).

## История
Первое документальное упоминание села встречается в Камеральном Описании Крыма… 1784 года, судя по которому, в последний период Крымского ханства Калтамак входил в Таманский кадылык Карасъбазарскаго каймаканства. После присоединения Крыма к России (8) 19 апреля 1783 года, (8) 19 февраля 1784 года, именным указом Екатерины II сенату, на территории бывшего Крымского Ханства была образована Таврическая область и деревня была приписана к Перекопскому уезду. После Павловских реформ, с 1796 по 1802 год, входила в Перекопский уезд Новороссийской губернии. По новому административному делению, после создания 8 (20) октября 1802 года Таврической губернии, Култамак был включён в состав Таганашминской волости Перекопского уезда.
Согласно Ведомости о всех селениях, в Перекопском уезде состоящих с показанием в которой волости сколько числом дворов и душ… от 21 октября 1805 года, в деревне Култамак в 9 дворах проживало 89 крымских татар. На военно-топографической карте генерал-майора Мухина 1817 года деревня Компамак обозначена с 14 дворами. После реформы волостного деления 1829 года Калтамак, согласно «Ведомости о казённых волостях Таврической губернии 1829 года», отнесли к Башкирицкой волости (переименованной из Таганашминской). На карте 1836 года в деревне 16 дворов. Затем, видимо, в результате эмиграции крымских татар, деревня заметно опустела и на карте 1842 года Култамак обозначен условным знаком «малая деревня», то есть, менее 5 дворов.
В 1860-х годах, после земской реформы Александра II, деревню включили в состав Владиславской волости. Согласно «Списку населённых мест Таврической губернии по сведениям 1864 года», составленному по результатам VIII ревизии 1864 года, Колтомак — владельческая татарская деревня с 9 дворами, 24 жителями и мечетью при колодцах. По обследованиям профессора А. Н. Козловского начала 1860-х годов, в селении вода в колодцах глубиной от 1,5—3 до 5 саженей (от 2 до 10 м) была частью солоноватая, а частью солёная. Согласно «Памятной книжке Таврической губернии за 1867 год», деревня Колтамак была покинута жителями в 1860—1864 годах, в результате эмиграции крымских татар, особенно массовой после Крымской войны 1853—1856 годов, в Турцию и оставалась в развалинах. В 1872 году немцами-евангелистами, выходцами из бердянских колоний, на месте Култамака, на 1880 десятинах земли была основана колония Шенфельд, но на трёхверстовой карте Шуберта 1865—1876 года деревня обозначена ещё как Кыл Тамак, с 12 дворами. Шенфельд приписали к немецкой Эйгенфельдской волости, образованной после утверждения 3 июля 1871 года Александром II Правила устройство поселян-собственников (бывших колонистов). В «Памятной книге Таврической губернии 1889 года», по результатам Х ревизии 1887 года, в деревне Шенфельд числилось 10 дворов и 62 жителя.
После земской реформы 1890 года Земская реформа Култамак отнесли к Ак-Шеихской волости. По «…Памятной книжке Таврической губернии на 1892 год» в деревне Колтамак, составлявшей Култамакское сельское общество, числилось 77 жителей в 13 домохозяйствах. По «…Памятной книжке Таврической губернии на 1900 год» в деревне Колтомак числилось 38 жителей в 13 дворах, а в 1911 году, согласно энциклопедическому словарю Немцы России, в Култамаке, он же Шенфельд, числилось 210 жителей. По Статистическому справочнику Таврической губернии. Ч.II-я. Статистический очерк, выпуск пятый Перекопский уезд, 1915 год, в деревне Култамак Ак-Шеихской волости Перекопского уезда числилось 11 дворов (7 дворов с землёй, 3 — безземельные) с немецким населением в количестве 213 человек приписных жителей, из которых 118 мужчин и 95 женщин. Жители владели 1916 десятинами удобной земли. В хозяйствах имелось 211 лошадей, 75 волов, 57 коров и 62 головы мелкого скота.
После установления в Крыму Советской власти, по постановлению Крымревкома № 206 «Об изменении административных границ» от 8 января 1921 года была упразднена волостная система, Перекопский уезд переименовали в Джанкойский, в составе которого был создан Джанкойский район. В 1922 году уезды преобразовали в округа. 11 октября 1923 года, согласно постановлению ВЦИК, в административное деление Крымской АССР были внесены изменения, в результате которых округа были отменены и Джанкойский район стал основной административной единицей и село включили в его состав. Согласно Списку населённых пунктов Крымской АССР по Всесоюзной переписи 17 декабря 1926 года, в селе Култамак, Ак-Шеихского сельсовета Джанкойского района, числилось 30 дворов, все крестьянские, население составляло 167 человек, из них 164 немца, 2 русских и 1 украинец, действовала немецкая школа. Постановлением КрымЦИКа от 15 сентября 1930 года был вновь создан Биюк-Онларский район (указом Президиума Верховного Совета РСФСР № 621/6 от 14 декабря 1944 года переименованный в Октябрьский), теперь как немецкий национальный, в который включили село.
Постановлением Президиума КрымЦИКа «Об образовании новой административной территориальной сети Крымской АССР» от 26 января 1935 года был образован Колайский район (переименованный указом ВС РСФСР № 621/6 от 14 декабря 1944 года в Азовский) и село включили в его состав. По данным всесоюзной переписи населения 1939 года в селе проживало 304 человека. Вскоре после начала Великой Отечественной войны, 18 августа 1941 года крымские немцы были выселены, сначала в Ставропольский край, а затем в Сибирь и северный Казахстан.
После освобождения Крыма от фашистов в апреле, 12 августа 1944 года было принято постановление № ГОКО-6372с «О переселении колхозников в районы Крыма» и в сентябре 1944 года в Азовский район Крыма приехали первые новоселы (162 семьи) из Житомирской области, а в начале 1950-х годов последовала вторая волна переселенцев из различных областей Украины. На 1944 год село входило в колхоз имени Розы Люксембург (с 1951 года — «Завет Ильича»). С 25 июня 1946 года Култамак в составе Крымской области РСФСР. Указом Президиума Верховного Совета РСФСР от 18 мая 1948 года, Култамак переименовали в Нежинское. 26 апреля 1954 года Крымская область была передана из состава РСФСР в состав УССР. На 15 июня 1960 года село ещё входило в состав Новосельцевского сельсовета. Указом Президиума Верховного Совета УССР «Об укрупнении сельских районов Крымской области», от 30 декабря 1962 года Азовский район был упразднён и село присоединили к Джанкойскому. 1 января 1965 года, указом Президиума ВС УССР «О внесении изменений в административное районирование УССР — по Крымской области», включили в состав Нижнегорского. На 1968 год Нежинское входило в состав Михайловского, а на 1977 год уже в Зоркинский. По данным переписи 1989 года в селе проживало 118 человек. С 12 февраля 1991 года село в восстановленной Крымской АССР, 26 февраля 1992 года переименованной в Автономную Республику Крым. С 21 марта 2014 года в составе Крыма аннексировано Россией.